# 蕭子操
蕭子操（5世紀—501年），南蘭陵郡蘭陵縣人，南朝齊宗室，齊高帝之孫，豫章文獻王蕭嶷之第三子。

## 生平
蕭子操初以王子例封泉陵縣開國侯。齊明帝建武年間（494年－498年），蕭子操起家擔任給事中。
永泰元年（498年）四月，大司馬、會稽太守王敬則舉兵反，準備擁立蕭子操之兄吳郡太守蕭子恪，蕭子恪見機逃跑，不知所終。此前，高、武諸子已被全部誅殺。至此，始安王蕭遙光勸明帝盡誅高、武諸孫，於是包括蕭子操在內的高、武諸孫六十餘人被召至永福省。明帝命令太醫煮椒二斛，待椒熟後全部賜死。因蕭子恪及時趕回，高、武諸孫得以挽回性命。事後，蕭子操出京擔任寧遠將軍、吳郡太守。
永元年間（499年－501年），蕭子操被徵還入朝，擔任黃門郎。永元三年（501年），蕭衍率兵攻入建康，圍攻宮城。蕭子操與第五弟宜陽侯蕭子光一起死於尚書都座。